# George Keppel
George Keppel, (1724-1772) 3.er Conde de Albemarle, 3.er Barón de Ashford, General británico, comandante de la 20 división naval. Keppel fue el que dirigió la invasión y la ocupación inglesa de La Habana y el Este de Cuba en 1762.

## Toma de La Habana
En mayo de 1762 una flota inglesa consistente en 53 naves de guerra, barcos hospitales de carga y de transporte con más de 25 000 soldados se presentan frente a la Bahía de La Habana, para sorpresa de todos los habitantes y las autoridades militares de la villa.
La flota está comandada por el almirante George Pocock, y George Keppel es el comandante en jefe de la invasión. El despliegue militar inglés así como el efecto sorpresa, deciden la batalla; los castillos del Morro, La Fuerza y La Chorrera fueron neutralizados después de arduos combates; la batalla del Castillo del Morro fue la decisiva en la contienda, defendido por el valiente capitán de Luis Vicente de Velasco quien resistió las arremetidas constantes de los Ingleses defendiendo heroicamente el castillo. Su actitud heroica haría exclamar al Conde de Albemarle:

Los españoles son malos estrategas pero no hay valentía como la de ellos.
 Conde de Albemarle

El capitán Velasco murió al día siguiente de finalizado el asalto, y su principal contrincante el Conde de Albemarle le rindió los honores militares de un oficial de su rango y valentía.
El día 12, por medio de negociaciones, La Habana capituló, cesando de esta forma de modo provisorio la dominación colonial española sobre la villa.
El saldo total de esta invasión es el siguiente: Por la parte española y cubana más de 1000 bajas y por la parte inglesa, 1790 bajas.
George Keppel, Conde de Albemarle se convierte en su nuevo gobernador hasta el 6 de julio de 1763 en que por negociaciones España entrega la Florida a Inglaterra a cambio de su preciada villa de San Cristóbal de La Habana.
Durante el tiempo de gobierno de Keppel, La Habana conoció un auge importante del comercio y una descentralización de su economía, lo cual no menoscabó el sentimiento nacionalista de los Habaneros que continuaban viendo a los nuevos dueños como invasores aunque estos contribuyeran a un gran auge económico en la región.